# Ponte romana de Miróbriga
Ponte romana  situada na cidade romana identificada como Miróbriga, localizada na Herdade dos Chãos Salgados, em Santiago do Cacém, no Distrito de Setúbal.
Terá sido construída no início do séc. II d.C. e localiza-se numa área central da cidade antiga e permite a transposição de uma ribeira sazonal que atravessa a cidade, ligando o lado norte, onde se situa o complexo do forum e a entrada dos edifícios termais, bem como diversos edifícios habitacionais, ao lado sul da cidade onde, para além de alguns edifícios habitacionais foi identificado, a cerca de 500m um circo.
Em termos construtivos, consiste numa estrutura de alvenaria de pedra calcária irregular (opus incertum) regularizada com fiadas de xisto, e possui um único arco, semelhante ao observado em várias pontes de origem romana conhecidas em Portugal.
O pavimento do tabuleiro consiste em lajes semelhantes às utilizadas na calçada das ruas da cidade.